# أولو العزم
أولو العزم هم أهل الصبر وقوة تحمل المشاق من المرسلين الذين ذكرهم الله في القرآن: ﴿فَاصْبِرْ كَمَا صَبَرَ أُولُو الْعَزْمِ مِنَ الرُّسُل﴾، للعلماء في تحديد أولي العزم من الرسل أقوال كثيرة مردها إلى اختلافهم في المراد بـ (مِـنْ) في قوله: (من الرسل) هل هو التبعيض أو بيان الجنس، فعلى أن المراد بها التبعيض فأصح الأقوال في ذلك أنهم خمسة. محمد ونوح وإبراهيم وموسى وعيسى، عليهم السلام. والدليل على هذا أنّ الله ذكر الأنبياء ثم عطف عليهم هذه المجموعة وعطف الخاص على العام يفيد أن للخاص زيادة في الفضل وذلك في قوله : ﴿وَإِذْ أَخَذْنَا مِنَ النَّبِيِّينَ مِيثَاقَهُمْ وَمِنْكَ وَمِنْ نُوحٍ وَإِبْرَاهِيمَ وَمُوسَى وَعِيسَى ابْنِ مَرْيَمَ وَأَخَذْنَا مِنْهُمْ مِيثَاقًا غَلِيظًا﴾، وعلى أن المراد ب(من): البيان فالمعنى: فاصبر كما صبر أولو العزم من الرسل الذين هم الرسل وعلى هذا فالمراد كل الرسل لأن الكل أصحاب عزم. والعلم عند الله تعالى.

## العزم لغة
عزَمَ/ عزَمَ على، يَعزِم، عَزْمًا وعزيمةً، فهو عازم، والمفعول معزوم (للمتعدِّي).
عزَم الشَّخصُ: صبر وثبت وجدَّ في أمره "ما لي عنك عزمٌ- *على قدر أهل العزْم تأتي العزائم*- ﴿فَاصْبِرْ كَمَا صَبَرَ ‌أُولُو ‌الْعَزْمِ مِنَ الرُّسُلِ﴾".؛ ‌وأولو ‌العزم هم: "أرباب الثبات والحزم".

## من هم أولو العزم
‌أولو ‌العَزْم من الرُّسُل: الذين صبروا أكثر من غيرهم وجدُّوا في سبيل دعوتهم.
‌وأولو ‌العزم أيضاً: أصحاب القوة في الدين والثبات عليه، والعزم في تبليغ دين الله لعباده والصبر على ذلك، ولا نعلم نصًا صريحًا بتسميتهم بأولي العزم إلا ما دلل عليه بعض المفسرين حول الآيات التي ذُكِرُوا فيها.
قال ابن عباس: معنى أولي العزم ذَوُو الحزم ؛ وقال أيضاً: قال: هم الذين أُمروا بالقتال حتى مضَوا على ذلك؛ نوح، وهود، وصالح، وموسى، وداود، وسليمان.
وقال الضحاك: ‌ذَوُو ‌الْجِدِّ ‌وَالصَّبْرِ.
وقال محمد بن كعب القُرَظيّ: ﴿أُولُو العَزْمِ مِنَ الرُّسُلِ﴾ ذَوُو الرأي والصواب.

## اختلاف العلماء في المراد بأولي العزم من الرسل
قال ابن زيد: كل الرسل كانوا أولي عزم، لم يبعث الله نبياً إلا كان ذا عزم وحزم، ورأي وكمال عقل، وإنما أدخلت "من" للتجنيس لا للتبعيض، كما يقال: اشتريت أكسية من الخز وأردية من البز.
وقال بعضهم: الأنبياء كلهم أولو عزم إلا يونس بن متى، لعجلة كانت منه، ألا ترى أنه قيل للنبي صلى الله عليه وسلم:﴿وَلَا تَكُن كَصَاحِبِ ٱلۡحُوتِ﴾.
وقال قوم: هم نجباء الرسل المذكورون في سورة الأنعام، وهم ثمانية عشر، لقوله تعالى بعد ذكرهم:﴿أُوْلَٰٓئِكَ ٱلَّذِينَ هَدَى ٱللَّهُۖ فَبِهُدَىٰهُمُ ٱقۡتَدِهۡ﴾.
وقال الكلبي: هم الذين أمروا بالجهاد وأظهروا المكاشفة مع أعداء الدين.
وقيل: هم ستة: نوح، وهود، وصالح، ولوط، وشعيب، وموسى، عليهم السلام، وهم المذكورون على النسق في سورة الأعراف والشعراء.
وقال مقاتل: هم ستة: نوح، صبر على أذى قومه، وإبراهيم، صبر على النار، وإسماعيل صبر على الذبح، ويعقوب، صبر على فقد ولده وذهاب بصره، ويوسف، صبر على البئر والسجن، وأيوب، صبر على الضر.
وقال ابن عباس وقتادة: هم نوح، وإبراهيم، وموسى، وعيسى، أصحاب الشرائع، فهم مع محمد صلى الله عليه وسلم خمسة.
وقال جَابر بن عبد الله -رضي الله عنه-: بَلغنِي أَن أولي الْعَزْم من الرُّسُل كَانُوا ثلاثمائة وَثَلَاثَة عشر.
وعَنْ أَبِي الْعَالِيَةِ قال:﴿فَاصْبِرْ كَمَا صَبَرَ أُولُو الْعَزْمِ مِنَ الرُّسُلِ﴾ نُوحٌ وَهودٌ وَإِبْرَاهِيمُ أُمِرَ رَسُولُ اللهِ -صلى الله عليه وسلم- ‌أَنْ ‌يَصْبِرَ ‌كَمَا ‌صَبَرَ ‌هَؤُلَاءِ ‌فَكَانُوا ‌ثَلَاثَةً، ‌وَرَسُولُ ‌اللهِ -صلى الله عليه وسلم- رَابِعُهُمْ.
وقال ابن عطية: وقوله ﴿مِنَ الرُّسُلِ﴾ من للتبعيض، والمراد من حُفظت له مع قومه شدة ومجاهدة كنوح وإبراهيم وموسى وعيسى وغيرهم -صلى الله عليهم- هذا قول عطاء الخرساني وغيره.

## سبب التسمية بأولي العزم
لا نعلم نصًا صريحًا بتسميتهم بأولي العزم إلا ما دلل عليه بعض المفسرين حول الآيات التي ذُكِرُوا فيها.

## ثناء الله تعالى على أولي العزم من رسله
أثنى الله تعالى على أولي العزم من الرسل بما فيهم من جميل الخلال، وعظيم الصفات، فقال:
1. عن نبيه نوح عليه السلام:﴿إِنَّهُ كَانَ عَبْداً شَكُوراً﴾ .
2. وقال عن نبيه إبراهيم الخليل عليه السلام:﴿وَإِبْرَاهِيمَ الَّذِي وَفَّى﴾، وقال:﴿إِنَّ إِبْرَاهِيمَ كَانَ أُمَّةً قَانِتاً لِلَّهِ حَنِيفاً وَلَمْ يَكُ مِنَ الْمُشْرِكِينَ﴾ .
3. وقال عن نبيه موسى عليه السلام: ﴿وَكَانَ عِنْدَ اللَّهِ وَجِيهاً﴾.
4. وقال عن نبيه عيسى عليه السلام: ﴿وَجِيهاً فِي الدُّنْيَا وَالْآخِرَةِ وَمِنَ الْمُقَرَّبِينَ﴾.
5. وخاطب خاتم رسله محمداً عليه الصلاة والسلام بقوله: ﴿وَإِنَّكَ لَعَلَى خُلُقٍ عَظِيمٍ﴾، وقال تعالى: ﴿لَقَدْ كَانَ لَكُمْ فِي رَسُولِ اللَّهِ أُسْوَةٌ حَسَنَةٌ لِمَنْ كَانَ يَرْجُو اللَّهَ وَالْيَوْمَ الْآخِرَ وَذَكَرَ اللَّهَ كَثِيراً﴾.

‌‌

## تخصيص الله تعالى ‌لأولي ‌العزم
فقال تعالى: ﴿وَإِذْ أَخَذْنَا مِنَ النَّبِيِّينَ مِيثَاقَهُمْ وَمِنْكَ وَمِنْ نُوحٍ وَإِبْرَاهِيمَ وَمُوسَى وَعِيسَى ابْنِ مَرْيَمَ﴾.
قال السمعاني: "وخص هؤلاء لأنهم كانوا أصحاب الشرائع وهم: نوح، وإبراهيم، وموسى، وعيسى ابن مريم، ومحمد".
وقال الشوكاني: "‌وَوَجْهُ ‌تَخْصِيصِهِمْ ‌بِالذِّكْرِ: ‌الْإِعْلَامُ ‌بِأَنَّ ‌لَهُمْ ‌مَزِيدَ ‌شَرَفٍ ‌وَفَضْلٍ، لِكَوْنِهِمْ مِنْ أَصْحَابِ الشَّرَائِعِ الْمَشْهُورَةِ، وَمِنْ أُولِي الْعَزْمِ مِنَ الرُّسُلِ".
وقال أبو السعود: (وتخصيصهم بالذكر، يعني قوله: ﴿وَمِنْكَ﴾ إلخ مع اندراجهم في النبيين، للإيذان بمزيد مزيتهم وفضلهم وكونهم من مشاهير أرباب الشرائع وأساطين أولي العزم، وتقديم نبينا عليهم، عليهم الصلاة والسلام، لإبانة خطره الجليل).
وقال الرازي: "خَصَّ بِالذِّكْرِ أَرْبَعَةً مِنَ الْأَنْبِيَاءِ وَهُمْ نُوحٌ وَإِبْرَاهِيمُ وَمُوسَى وَعِيسَى لِأَنَّ مُوسَى وَعِيسَى كَانَ لَهُمَا فِي زَمَانِ نَبِيِّنَا قَوْمٌ وَأُمَّةٌ فَذَكَرَهُمَا احْتِجَاجًا عَلَى قَوْمِهِمَا، ‌وَإِبْرَاهِيمَ ‌كَانَ ‌الْعَرَبُ ‌يَقُولُونَ ‌بِفَضْلِهِ ‌وَكَانُوا ‌يَتْبَعُونَهُ ‌فِي ‌الشَّعَائِرِ ‌بَعْضِهَا، وَنُوحًا لِأَنَّهُ كَانَ أَصْلًا ثَانِيًا لِلنَّاسِ حَيْثُ وُجِدَ الْخَلْقُ مِنْهُ بَعْدَ الطُّوفَانِ، وَعَلَى هَذَا لَوْ قَالَ قَائِلٌ فَآدَمُ كَانَ أَوْلَى بِالذِّكْرِ مِنْ نُوحٍ فَنَقُولُ خَلْقُ آدَمَ كَانَ لِلْعِمَارَةِ وَنُبُوَّتُهُ كَانَتْ مِثْلَ الْإِرْشَادِ لِلْأَوْلَادِ وَلِهَذَا لَمْ يَكُنْ فِي زَمَانِهِ إِهْلَاكُ قَوْمٍ وَلَا تَعْذِيبٌ، وَأَمَّا نُوحٌ فَكَانَ مَخْلُوقًا لِلنُّبُوَّةِ وَأُرْسِلَ لِلْإِنْذَارِ وَلِهَذَا أُهْلِكَ قَوْمُهُ وَأُغْرِقُوا".

## فضل أولو العزم على غيرهم من الأنبياء والرسل
مما لا شك فيه ولا ريب أن التفاضل بين الأنبياء والرسل عليهم الصلاة والسلام ثابت وموجود، كما دلت على ذلك النصوص الصحيحة الصريحة، ومن ذلك:
- قوله تعالى: ﴿تِلْكَ الرُّسُلُ فَضَّلْنَا بَعْضَهُمْ عَلَى بَعْضٍ مِنْهُمْ مَنْ كَلَّمَ اللَّهُ وَرَفَعَ بَعْضَهُمْ دَرَجَاتٍ﴾.
- وقوله تعالى: ﴿وَلَقَدْ فَضَّلْنَا بَعْضَ النَّبِيِّينَ عَلَى بَعْضٍ وَآتَيْنَا دَاوُودَ زَبُورًا﴾.

ففي الآية الأولى دليل على وجود المفاضلة بين الرسل عليهم الصلاة والسلام، وأن بعضهم أفضل من بعض، ولذلك قال النووي: "ولا بد من اعتقاد التفضيل" ثم ذكر هذه الآية.
وفي الآية الثانية دليل على وجود المفاضلة بين الأنبياء عليهم الصلاة والسلام وأن بعضهم أفضل من بعض.
- وقد أجمع العلماء على أن الرُّسُل أفضل من الأنبياء، كما نقل ذلك ابن كثير والسفاريني.

قال ابن كثير: "ولا خلاف أن الرسل أفضل من بقية الأنبياء".
وقال السفاريني: "والرسول أفضل من النبي إجماعًا، لتميزه بالرسالة التي هي أفضل من النبوة".
- كما أجمعوا على أن أولي العزم أفضل الرُّسُل:

قال ابن كثير: "ولا خلاف أن أولي العزم منهم -يعني من الرسل- أفضلهم".
وقال شيخ الإسلام ابن تيمية: "وأفضل أولياء الله هم أنبياؤه، وأفضل أنبياءه هم المرسلون منهم، وأفضل المرسلين أولو العزم: نوح وإبراهيم وموسى وعيسى ومحمد صلى الله عليه وعليهم وسلم".

## وقفات تربوية مع قوله تعالى:﴿فَاصْبِرْ كَمَا صَبَرَ ‌أُولُو ‌الْعَزْمِ مِنَ الرُّسُلِ﴾
1. القدوة الحسنة هي المثال الحي للسلوك الأمثل في الحياة، وهي الترجمة الواقعية للقيم والأخلاق والآداب.

ولأهمية القدوة وأثرها العميق في تقوية العزائم، وبعث النفوس على سلوك سبيل الخير والاستقامة عليه، جاء التوجيه إلى الاقتداء في كتاب الله عز وجل؛ فقد أمر الله تعالى رسوله صلى الله عليه وسلم بالتأسي بمن سبقه من الأنبياء في قيامهم بأمر الله عز وجل، وصبرهم على صنوف الأذى في سبيله، فقال تعالى: ﴿فَاصْبِرْ كَمَا صَبَرَ ‌أُولُو ‌الْعَزْمِ مِنَ الرُّسُلِ﴾.
1. أن الصابر على الأذى في سبيل الله من أهل العزائم، ولا يبلغ هذه المرتبة إلا الكمل من الرجال وقد خص الله بعض أنبيائه بذلك فقال: ﴿فَاصْبِرْ كَمَا صَبَرَ ‌أُولُو ‌الْعَزْمِ مِنَ الرُّسُلِ﴾، قال الشيخ السعدي عند قوله تعالى: ﴿إِنَّ ذَلِكَ مِنْ عَزْمِ الْأُمُورِ﴾ أي: من الأمور التي يعزم عليها ويهتم بها، ولا يوفق لها إلا أهل العزائم.[21]
2. أن من أفضل المنح والعطايا أن يُرزق العبد الصبر، قال النبي صلى الله عليه وسلم: «… وَمَنْ يَتَصَبَّرْ يُصَبِّرْهُ اللَّهُ، وَمَا أُعْطِيَ أَحَدٌ عَطَاءً خَيْرًا وَأَوْسَعَ مِنَ الصَّبْرِ».[22]
3. أن الله مع الصابر يقويه ويثبته ويعينه، قال تعالى: ﴿إِنَّ اللَّهَ مَعَ الصَّابِرِينَ﴾. وقال النبي صلى الله عليه وسلم: «وَمَنْ يَتَصَبَّرْ يُصَبِّرْهُ اللَّهُ».[22]
4. من فضائل الصبر أن أجره لا حد له ولا عد، قال تعالى: ﴿إِنَّمَا يُوَفَّى الصَّابِرُونَ أَجْرَهُمْ بِغَيْرِ حِسَابٍ﴾.
5. هذه الفضائل العظيمة والأجور الكبيرة لا ينال كمالها إلا بأمرين:

أحدهما: أن يشتمل على الأحوال الثلاثة وهي: الصبر على طاعة الله، والصبر عن معصية الله، والصبر على أقدار الله.
وثانيهما: أن يكون الصبر لله وفي الله، قال تعالى: ﴿وَالَّذِينَ صَبَرُوا ابْتِغَاءَ وَجْهِ رَبِّهِمْ﴾.
وبذلك أمر الله نبيه حين بعثه برسالته، قال تعالى: ﴿وَلِرَبِّكَ فَاصْبِرْ﴾.
1. مما يعين على أن يكون العبد صابرًا حقًّا العلم بعواقب الأمور، فإن العلم بذلك يجعل العبد دائمًا على استعداد لوقوع المفاجآت، من أجل ذلك قال صلى الله عليه وسلم: «إِنَّمَا الصَّبْرُ عِنْدَ الصَّدْمَةِ الأُولَى».[22]
2. من لوازم الصبر ألا يستطيل الداعي إلى الله الطريق، ولا يستعجل النتائج، ففي حديث خباب ابن الأرت قال: شَكَوْنَا إلى رَسُولِ اللهِ صلى الله عليه وسلم وَهُوَ مُتَوَسِّدٌ بُرْدَةً لَهُ فِي ظِلِّ الْكَعْبَةِ، فَقُلْنَا: أَلَا تَسْتَنْصِرُ لَنَا، أَلَا تَدْعُو لَنَا؟ فَقَالَ: «قَدْ كَانَ مَنْ قَبْلَكُمْ يُؤْخَذُ الرَّجُلُ فَيُحْفَرُ لَهُ فِي الأَرْضِ فَيُجْعَلُ فِيهَا، فَيُجَاءُ بِالْمِنْشَارِ، فَيُوضَعُ عَلَى رَأْسِهِ، فَيُجْعَلُ نِصْفَيْنِ، وَيُمْشَطُ بِأَمْشَاطِ الْحَدِيدِ مَا دُونَ لَحْمِهِ وَعَظْمِهِ، فَمَا يَصُدُّهُ ذَلِكَ عَنْ دِينِهِ، وَاللَّهِ لَيَتِمَّنَّ هَذَا الأَمْرُ حَتَّى يَسِيرَ الرَّاكِبُ مِنْ صَنْعَاءَ إِلَى حَضْرَمَوْتَ لَا يَخَافُ إلَّا اللَّهَ، وَالذِّئْبَ عَلَى غَنَمِهِ، وَلَكِنَّكُمْ تَسْتَعْجِلُونَ».[23]
3. أنه لو سلم أحد من المصيبة والبلية، لسلم من ذلك صفوة خلق الله في أرضه، الأنبياء والمرسلون، ولنا في نبينا محمد صلى الله عليه وسلم أسوة حسنة، فيما لقي من العذاب والابتلاء، من قومه وعشيرته، وسائر الجاحدين المعاندين له، فإذا علمنا ذلك فعلينا أن نصبر كما صبر ‌أولو ‌العزم من الرسل، وليكن لنا في صبر نبينا أسوة حسنة.[24]
4. تذكر مصيبة من هو أعظم منك فيما ابتلوا به، فإن كنت مصاباً بشيء يسير فإن غيرك قد أصيب بمصيبة أعظم، وإن كنت مصاباً في جارحة معينة، فإن غيرك قد أصيب ببلية عظيمة في نفسه أو في ولده، وإن كنت مصاباً بخسارة في مالك، فإن غيرك قد أصيب في ماله وولده ونفسه، إذاً فالمصائب يخفف بعضها بعضاً، وإذا تأملت مصيبة غيرك هانت عليك مصيبتك.[24]
5. أن الثبات والصبر من المروءة: فليتذكر الإنسان أن الثبات والصبر من أعظم خصال المروءة، وأن عليه أن يتحلى بهما لتمام مروءته.[25]
6. التماس المنحة في المحنة: فإن لله سبحانه وتعالى حكماً بليغة، وكثيراً ما تتحول المحنة إلى منحة، وذلك من لطف الله سبحانه وتعالى.[25]